# João Jaime de Monferrato
João Jaime de Monferrato ou João Jaime Paleólogo, em italiano Gian Giacomo ou Giovanni Giacomo Paleologo (Trino, 23 de março de 1395 – Casale, 12 de março de 1445) foi marquês de Monferrato.

## Biografia
Filho de Teodoro II (1364 – 1418) e de Joana de Bar (†1402), é associado ao pai no governo do marquesado desde 1404. Em 1412, João Jaime casou-se com Joana de Saboia (1392 – 1460), filha de Amadeu VII de Saboia e irmã de Amadeu VIII, casamento que produziu numerosa descendência
Morto o pai Teodoro em 1418, João Jaime tomou as rédeas do governo, sendo oficialmente empossado do seu feudo pelo imperador Sigismundo do Luxemburgo.
O jovem marquês logo se distinguiu em brilhantes expedições militares na região dos Apeninos, ora contra os genoveses, ora contra os milaneses, procurando reconquistar Spigno Monferrato e recebendo homenagem de diversos senhores da região. Reflexo da sua importância foi o matrimónio celebrado em 1421 entre a sua irmã, Sofia Paleóloga, e o penúltimo imperador de Bizâncio, João VIII.
Mas a política expansionista de seu pai, a que João Jaime deu continuidade, faz com que o duque de Saboia e Filipe Maria Visconti se aliassem e, em 1431, celebrassem uma aliança anti-monferrina que previa o desaparecimento do estado do Monferrato do mapa e a repartição do território entre eles. Perante a desproporção de forças, esmagadora contra Monferrato, João Jaime tem que procurar a ajuda de França.
A guerra foi desastrosa para João Jaime e em 1432 o marquês foi derrotado, procurando uma paz que viria a ser vantajosa para os Saboia: pelo tratado assinado em Turim, o Monferrato cedeu-lhes todos territórios à esquerda do rio Pó em troca de recuperar o controle do Monferrato. Amadeu VIII foi implacável com o cunhado: João Jaime teve que considerar-se um vassalo dos Saboia em troca do controlo sobre as restantes terras que se lhe manteve consignadas.
Contudo, quango Amadeu VIIIexigiu indemenizações de guerra, João Jaime revoltou-se mas, depois de ser sitiado em Chivasso, foi forçado a ceder, voltando a declarar-se vassalo da Saboia. João Jaime morreu em Casale Monferrato em 1445, sendo sucedido pelo seu filho mais velho João IV.

## Casamento e descendência
Do seu casamento com Joana de Saboia (1395-1460), ocorrido em 26 de abril de 1411, João Jaime teve sete filhos:
- João IV (1412 – 1464), que lhe sucedeu em 1445;
- Sebastião Otão (1418), morre na infância;
- Amadea (1418 – 1440), que em 1440 casou com o rei de Chipre João II de Lusignan;
- Isabel (1419 – 1475), que em 1436 caso com o marquês de Saluzzo Luís I;
- Guilherme VIII (1420 – 1483), sucessor do irmão João IV em 1464;
- Bonifácio III (1424 – 1494), sucessor do irmão Guilherme VIII em 1483;
- Teodoro (1425 – 1484), cardeal.